# Juri Alexejewitsch Mitropolski
Juri Alexejewitsch Mitropolski (russisch Юрий Алексеевич Митропольский, ukrainisch Юрій Олексійович Митропольський Jurij Oleksijowytsch Mytropolskyj, englische Transkription Yurii Alekseevich Mitropolskiy oder Mitropol'ski; * 21. Dezember 1916jul. / 3. Januar 1917greg. im Gouvernement Poltawa, Russisches Kaiserreich; † 14. Juni 2008 in Kiew, Ukraine)  war ein ukrainisch-sowjetischer Mathematiker.

## Leben
Mitropolski studierte ab 1938 an der Staatlichen Universität Kiew. Während des Zweiten Weltkriegs diente er an der Front, studierte an der kasachischen Universität von Alma Ata, wohin die Universität Kiew evakuiert worden war, und war danach bei der Artillerie. Er war nach dem Wehrdienst ab 1946 an der Ukrainischen Akademie der Wissenschaften in Kiew, wurde 1948 bei Nikolai Nikolajewitsch Bogoljubow und war ab 1949 leitender Wissenschaftler am Institut für Strukturmechanik. 1951 wurde er bei Bogoljubow habilitiert (russischer Doktortitel) mit der Dissertation Langsame Prozesse in nichtlinearen Schwingungssystemen mit vielen Freiheitsgraden. 1953 wurde er Professor in Kiew und Abteilungsleiter am Institut für Mathematik der Ukrainischen Akademie und 1958 bis 1988 dessen Direktor. Sein Nachfolger war sein Schüler und Mitarbeiter Anatoli Michailowitsch Samoilenko (1938–2020).
Er befasste sich mit dynamischen Systemen, nichtlinearen Schwingungen und allgemein asymptotischen Methoden in der nichtlinearen Mechanik (Erweiterung der Methode von Krylow und Bogoljubow) und qualitativen Methoden in der Theorie der Differentialgleichungen.
1986 erhielt er die Ljapunow-Goldmedaille. Er war Mitglied der Ukrainischen (1961) und Russischen Akademie der Wissenschaften.

## Schriften (Auswahl)
- mit N. N. Bogoliubov: Asymptotic methods in the theory of non-linear oscillations. New York: Gordon and Breach, 1961
- mit N. N. Bogoliubov, A. M. Samoilenko: Methods of accelerated convergence in nonlinear mechanics. New York: Springer-Verlag, 1976
- mit A. K. Lopatin. Nonlinear mechanics, groups and symmetry, Kluwer 1993.
- Problems of the asymptotic theory of nonstationary vibrations. Jerusalem: Israel Program for Scientific Translations, 1965.
- mit A. M. Samoilenko, D. I. Martinyuk. Systems of evolution equations with periodic and quasiperiodic coefficients., Kluwer 1993
- mit Nguyen Van Dao: Applied Asymptotic Methods in Nonlinear Oscillations, Springer 1997

## Ehrungen
Mitropolski erhielt zahlreiche Ehrungen, darunter:
- Leninpreis (1965)
- Orden des Roten Sterns (2×)
- Orden der Oktoberrevolution
- Verdienter der Wissenschaften der UdSSR (1967)
- Orden des Roten Banners der Arbeit (1977)
- Held der Sozialistischen Arbeit (1986)
- Orden des Fürsten Jaroslaw des Weisen 5. Klasse (1996)
- Orden des Fürsten Jaroslaw des Weisen 4. Klasse (2002)
- Bogdan-Chmelnizki-Orden (2001)
- Held der Ukraine (2007)